# Agrotis apicalis
Agrotis apicalis är en fjärilsart som beskrevs av Herrich-Schäffer 1868. Agrotis apicalis ingår i släktet Agrotis och familjen nattflyn. Inga underarter finns listade i Catalogue of Life.